# My World (EP de Aespa)
My World é o terceiro extended play (EP) do girl group sul-coreano Aespa. Foi lançado pela SM Entertainment em 8 de maio de 2023 e contém seis faixas, incluindo o single de pré-lançamento "Welcome to My World" com Naevis e o single principal "Spicy" que alcançou o top três na Circle Digital Chart. Comparado aos tons sombrios, futuristas e influenciados pelo hyperpop de Savage (2021) e Girls (2022), o som pop mais brilhante de My World é baseado principalmente em dance e R&B, com melodias caracterizadas por "batidas cativantes" e vocais "encantadores" do grupo. As canções incorporam estilos ecléticos variando de pop alternativo e dream pop a synth-pop e K-ballad. Descrito pelo Aespa como um retorno ao "mundo real" de Kwangya, o mini-álbum mostra um novo lado do grupo em vários gêneros.
O EP recebeu críticas geralmente favoráveis da crítica. Comercialmente, estreou em primeiro lugar na Circle Album Chart com 1.420.178 cópias vendidas em uma semana. Desde então, o mini-álbum foi certificado 2x Milhões pela Korea Music Content Association (KMCA). Após seu lançamento físico nos Estados Unidos, My World se tornou o segundo álbum a alcançar o top dez da Billboard 200.

## Antecedentes e lançamento
Em 16 de fevereiro de 2023, Lee Sung-soo lançou um vídeo de 30 minutos afirmando: "Lee Soo-man foi a razão pela qual a canção de Aespa foi adiada" e que o grupo deveria lançar novas  canções em 20 de fevereiro. Além disso, ele acrescentou que Soo-man queria começar a "injetar motivos ambientalistas de plantio de árvores e sustentabilidade nas canções", que foram posteriormente descartadas porque "não se encaixavam no mundo de Aespa" e deixaram o grupo "chateado". Nos dias 25 e 26 de fevereiro, o grupo apresentou as canções inéditas: "Salty & Sweet", "Thirsty", "I'm Unhappy", "'Til We Meet Again" em seu primeiro concerto, Synk: Hyper Line. Em 16 de março, a SM Entertainment anunciou que Aespa lançaria um disco no início de maio. Durante uma entrevista para a edição de março de 2023 do Uproxx, a integrante Giselle revelou que sua próxima canção será "um pouco diferente, mantendo [suas] raízes em toda a vibe Aespa" ao "mostrar uma versão versátil delas mesmos]". Ela ainda elaborou que as canções seriam "mais sentimentais com foco [principalmente] na orientação musical, [além] da performance".
Em 17 de abril, foi anunciado que o terceiro EP do grupo intitulado My World, contendo seis faixas, seria lançado em 8 de maio. Também foi anunciado que "Welcome to My World" seria pré-lançado em 2 de maio. O EP estaria disponível em quatro versões diferentes com 11 capas diferentes dependendo da versão, com pré-encomendas a partir do mesmo dia. Um dia depois, o vídeo teaser de introdução foi lançado. Em 24 de abril, um vídeo teaser no estilo "notícias de última hora" foi lançado. No mesmo dia, a lista de faixas de 6 faixas foi lançada em seu site oficial com "Spicy" anunciado como single principal. Em 26 de abril, foi revelado que Naevis, a personagem AI no enredo SMCU de Aespa, seria apresentada em "Welcome to My World" como uma artista virtual. Em 2 de maio, "Welcome to My World" foi lançado junto com seu videoclipe. O videoclipe de "I'm Unhappy", "Salty & Sweet" e "Thirsty" foi lançado, respectivamente, de 2 a 4 de maio. Em 6 de maio, o teaser do videoclipe do single principal "Spicy" foi lançado. O EP foi lançado junto com o videoclipe de "Spicy" em 8 de maio.

## Concepção
Este álbum mostra um novo lado de Aespa. Até agora, fizemos principalmente músicas sombrias e intensas por causa de nossa história Kwangya, na qual lutamos com uma vilã chamada Black Mamba. Mas como estamos de volta ao "mundo real", queríamos nos concentrar na versão adolescente comum de nós mesmos.

Karina apresentando My World na conferência de imprensa
Em relação ao processo criativo e estilo das músicas, a SM Entertainment revelou que My World "continuará a contar a narrativa de ficção científica do grupo" com as integrantes "agora viajando para o mundo real de Kwangya". Aespa usou os estilos "kitsch" e "urbano" em seus teasers e roupas durante a promoção de My World, partindo do estilo "cyberpunk" sombrio e futurista e estética dos álbuns anteriores Savage and Girls. Em um artigo para Paper, Peyton Gatewood observou que o grupo "abandona o metaverso" e expande sua história "além da planície alienígena pixelada dos álbuns anteriores em um terreno mais naturalista", com o Twitter do grupo afirmando que "Aespa está no Mundo Real!".
Durante o evento ao vivo "Aespa 'My World' Countdown Live", Karina afirmou que "não existe vilão em nosso mundo real". Porém, após Aespa convidar Naevis para seu mundo real na faixa "Welcome to My World", "uma anomalia' continua ocorrendo ali". Ela também revelou que "talvez [o grupo] comece outra batalha ou vá para outro mundo" em seu futuro lançamento.

## Gravação e desenvolvimento
Em uma coletiva de imprensa online em Seul para o lançamento de My World, Karina explicou que "Spicy" foi escolhido para ser o single principal, porque o grupo a ouviu pela primeira vez "há muito tempo", mas a canção "foi tão boa que ela não conseguiu esquecer". É por isso que ela sugeriu à sua empresa que "[elas] deveriam fazer a canção de novo porque agora é verão". A cantora também revelou que "Welcome to My World" inicialmente deveria ser a faixa de Naevis, mas Aespa achou a canção "tão boa" depois de ouvi-la que as meninas "perguntaram se [elas] poderiam fazer". Ela explicou como o single foi escolhido para representar a identidade da Aespa: "Então dissemos à nossa empresa SM Entertainment que podemos lidar bem com isso. Foi assim que se tornou nossa canção, dançamos e filmamos videoclipes com personagens de IA no passado, mas isso foi nossa primeira vez para cantar com ela. No começo, pensei que seria um pouco estranho, mas o som de Naevis combinou tão suavemente com todas nós." Em entrevista à NME, o grupo afirmou que com este EP "vamos mostrar uma gama mais ampla de nós, variando de poderosas faixas de dança a doces baladas de R&B".

## Composição

A faixa de abertura, "Welcome to My World", apresenta Naevis do enredo do SMCU de Aespa.

My World consiste em seis faixas e "apresenta vários gêneros, batidas cativantes e vocais deliciosos". A primeira faixa e single de pré-lançamento "Welcome to My World", que apresenta vocais de fundo de Naevis do enredo SMCU de Aespa, foi descrita como uma canção pop, dream pop e alternative pop caracterizado por "riff de guitarra e orquestra" com letras sobre "convidar Naevis [e o ouvinte] para o mundo musical de Aespa". A segunda faixa e single principal "Spicy" foi descrita como uma música "experimental" dance, pop e synth-pop caracterizada por "intenso som de baixo de sintetizador [e] ritmo de batida dinâmico". A terceira faixa, "Salty & Sweet", foi descrita como uma dança "futurista" e uma canção hyperpop centrada em sintetizadores industriais "ásperos" e ritmo de baixo.
A quarta faixa "Thirsty" foi descrita como uma música R&B e "pop moderno" com uma "batida borbulhante e harmonias vocais" que liricamente "expressa sentimentos de sede" e compara um "coração que se aprofunda infinitamente em relação à outra pessoa, para uma onda". Abigail Firth do Dork descreveu-o como "o filho amoroso" de PC Music e o som "novo-R&B" de Flo. Na quinta música "I'm Unhappy", o grupo usa o mundo digital como uma metáfora para "sentir-se desconectado daqueles ao seu redor" e ansiar por "a coisa real em vez das fachadas falsas da mídia social". A faixa pop apresenta uma melodia "mínima" e uma produção "simples" com "piano despojado e bateria barulhenta". A sexta e última faixa "'Til We Meet Again" foi descrita como uma canção "gentil" e "hipnotizante" balada caracterizada por "performance de cordas" e "violão" com letras sobre "o amor dos membros de Aespa por seus fãs, que estão sempre conectados através da música".

## Promoção
Antes do lançamento do EP, em 8 de maio de 2023, Aespa realizou um evento ao vivo chamado "Aespa 'My World' Countdown Live" no YouTube, TikTok e IdolPlus para apresentar o álbum e se comunicar com seus fãs.

### Visuais
Seis vídeos - para "Welcome to My World", "I'm Unhappy", "Salty & Sweet", "Thirsty", "Spicy" e "'Til We Meet Again", foram lançados em 2, 3, 4, 8 e 29 de maio de 2023, respectivamente. O vídeo do single de pré-lançamento, "Welcome to My World", apresenta Aespa "fazendo uma viagem até uma floresta e se conectando com a natureza" com Naevis. O vídeo "sombrio" de "I'm Unhappy" explora a versão adolescente do grupo em uma escola. O videoclipe de “Salty & Sweet” mostra Aespa presidindo uma mesa recheada de sobremesas monstruosas. No vídeo inspirado em Y2K de "Thirsty", o grupo estrela seu próprio show e se apaixona. O vídeo do single principal, "Spicy", apresenta os membros como "um grupo de estudantes populares do ensino médio" que dão uma "festa selvagem" e exploram a cidade. O vídeo "sentimental" "Til We Meet Again" mostra a filmagem da turnê da canção durante os shows da "Synk: Hyper Line". Também inclui filmagens de Aespa em Sydney e bastidores de várias gravações de videoclipes do My World.

### Singles
"Welcome to My World" é o primeiro single do My World. SM lançou a canção para download digital e streaming em 2 de maio de 2023. Ele atingiu o número 64 na Circle Digital Chart. O single principal "Spicy" foi lançado em 8 de maio de 2023, mesmo dia em que o mini-álbum foi lançado. O single alcançou o segundo lugar na Circle Digital Chart e acumulou 4 vitórias em programas musicais. Ele também liderou as principais paradas musicais locais, como Melon, Genie Music e Bugs.

## Recepção crítica
| Críticas profissionais | Críticas profissionais |
| Avaliações da crítica  | Avaliações da crítica  |
| Fonte                  | Avaliação              |
| ---------------------- | ---------------------- |
| AllMusic               | [ 40 ]                 |
| Clash                  | 8/10                   |
| Dork                   | [ 31 ]                 |
| NME                    | [ 28 ]                 |
| IZM                    | [ 41 ]                 |

Após seu lançamento, My World recebeu respostas favoráveis dos críticos musicais, que notaram a mudança do mundo sombrio e futurista do "cyberpunk" e elogiaram os vocais e a diversidade de Aespa. Rhian Daly do NME afirmou "My World pode diluir as camadas do SM Culture Universe (SMCU) em suas canções, mas não dilui o som pelo qual o Aespa se tornou conhecido" elaborando aquele "[Naevis] que foi fortemente referenciada em suas faixas anteriores parece muito mais sutil e é facilmente perdida, no entanto, ela está lá se [o ouvinte] estiver atento". No geral, ela afirmou "Meu mundo prova que Aespa poderia dominar outros cosmos, caso contrário, SMCU". Sharifa Charles da Clash resumiu o EP como "uma vitrine notável do talento versátil [de Aespa]" que "se aventura em território desconhecido". Escrevendo para AllMusic, Neil Z. Yeung deu ao My World uma classificação de 4 de 5, citando-o como uma "absoluta lufada de ar fresco" no reino do K-pop. Yeung acrescentou que o EP está “expandindo as possibilidades de som e clima dentro do gênero”.
Em sua crítica para Dork, Abigail Firth afirmou que com o mini-álbum Aespa mostra um novo lado delas enquanto "dobra sua versatilidade e expande seu universo sempre intrigante". O crítico do IZM Seonghyun Han afirmou que o EP "não é uma declaração de ocupação territorial, mas sim um sinal para cruzar a fronteira e abrir um portal". Ele também nomeou a faixa "Welcome to My World" um destaque no álbum.

## Desempenho comercial
Em 24 de abril de 2023, foi relatado que My World vendeu mais de 1,5 milhão de cópias em pré-vendas em menos de uma semana. O álbum estreou em primeiro lugar na Circle Album Chart, vendendo 1.420.178 cópias na 19ª semana de 2023. Na primeira semana de lançamento, foi relatado que My World vendeu mais de 1,6 milhão de cópias na Hanteo Chart, superando o recorde de Born Pink de Blackpink de setembro de 2022. Em apenas duas semanas após seu lançamento, o álbum se tornou "um vendedor de dois milhões", vendendo 2.011.388 cópias. Desde então, o álbum foi certificado em 2x Milhão pela Korea Music Content Association (KMCA). O mini-álbum também liderou a Circle Album Chart mensal, vendendo 1.949.219 cópias no mês de maio.
Nos Estados Unidos, My World estreou em nono lugar na parada Billboard 200 com 39.000 cópias vendidas, após seu lançamento físico na região. Foi o segundo álbum consecutivo do grupo a entrar no top dez. Além disso, o EP conquistou o primeiro lugar nas paradas da Billboard World Albums e Top Album Sales, conquistando seu terceiro número 1 na parada anterior.

## Lista de faixas
| Lista de faixas de My World |                                         |                                                           | |                                    |         |  |
| N.º                         | Título                                  | Letras                                                    | Música                                                                                               | Arranjo                            | Duração |  |
| 1.                          | "Welcome to My World" (part. de Naevis) | Ellie Suh (153/Joombas) Hyun Ji-won Danke (Lalala Studio) | Mich Hansen Jacob Uchorczak Celine Svanbäck Patrizia Helander                                        | Cutfather Ubizz                    | 3:27    |  |
| 2.                          | "Spicy"                                 | Bang Hye-hyun (JamFactory)                                | Ludvig Evers (Moonshine) Jonatan Gusmark (Moonshine) Emily Yeonseo Kim Moa "Cazzi Opeia" Carlebecker | Moonshine Jinbyjin                 | 3:17    |  |
| 3.                          | "Salty & Sweet"                         | Bang Hye-hyun (JamFactory)                                | Anne Judith Wik Moa "Cazzi Opeia" Carlebecker Jinbyjin                                               | Jinbyjin                           | 3:22    |  |
| 4.                          | "Thirsty"                               | Kim Bo-eun (JamFactory)                                   | Geek Boy Al Swettenham Kyler Niko Paulina "Pau" Cerrilla                                             | Geek Boy Al Swettenham             | 3:13    |  |
| 5.                          | "I'm Unhappy"                           | Lee Seu-ran                                               | Barry Cohen Sophie Hintze Ally Ahern                                                                 | Gingerbread                        | 3:26    |  |
| 6.                          | "'Til We Meet Again"                    | Choi Jae-yeon (JamFactory)                                | Jake K (Artiffect) Maria Marcus Andreas Öberg MCK (Artiffect)                                        | Jake K (Artiffect) MCK (Artiffect) | 3:38    |  |
| Duração total:              | Duração total:                          | Duração total:                                            | Duração total:                                                                                       | Duração total:                     | 20:23   |  |

## Desempenho nas paradas musicais

### Paradas semanais
| Parada (2023)                              | Melhor posição |
| ------------------------------------------ | -------------- |
| Austrália (ARIA)                           | 67             |
| Coreia do Sul (Circle)                     | 1              |
| Croácia (International Albums da HDU)      | 1              |
| Espanha (PROMUSICAE)                       | 45             |
| Estados Unidos (Billboard)                 | 9              |
| Estados Unidos (World Albums da Billboard) | 1              |
| França (SNEP)                              | 26             |
| Hungria (MAHASZ)                           | 30             |
| Japão (Oricon)                             | 6              |
| Japão (Combined Albums da Oricon)          | 4              |
| Japão (Hot Albums da Billboard Japan)      | 9              |
| Polónia (ZPAV)                             | 13             |
| Bélgica (Ultratop da Valônia)              | 102            |

### Paradas mensais
| Parada (2023)          | Posição |
| ---------------------- | ------- |
| Japão (Oricon)         | 7       |
| Coreia do Sul (Circle) | 1       |

## Certificações
| Região                                                       | Certificação | Unidades/vendas |
| ------------------------------------------------------------ | ------------ | --------------- |
| Coreia do Sul (Circle)                                       | 2x Milhão    | 2.000.000‡      |
| ‡vendas+valores de streaming baseados apenas na certificação |              |                 |

## Histórico de lançamento
| Região         | Data                | Formato(s)                 | Gravadora(s)      |
| -------------- | ------------------- | -------------------------- | ----------------- |
| Várias         | 8 de maio de 2023   | Download digital streaming | SM Warner Dreamus |
| Coreia do Sul  | 8 de maio de 2023   | CD                         | SM Dreamus        |
| Estados Unidos | 30 de junho de 2023 | CD                         | SM Warner         |